# Lacaya (Pucarani)
Lacaya (auch Lakaya) ist eine Ortschaft im Departamento La Paz im südamerikanischen Anden-Staat Bolivien.

## Lage im Nahraum
Lacaya ist zentraler Ort des Kanton Lacaya im Municipio Pucarani in der Provinz Los Andes. Die Ortschaft liegt auf einer Höhe von 3830 m drei Kilometer südöstlich des Titicaca-Sees, von hier aus erstreckt sich die weite Ebene des bolivianischen Hochlandes nach Südosten über El Alto und Calamarca hinaus.

## Geographie
Lacaya liegt auf dem bolivianischen Altiplano zwischen den Anden-Gebirgsketten der Cordillera Occidental im Westen und der Cordillera Central im Osten. Das Klima der Region ist semihumid und ein typisches Tageszeitenklima, bei dem die mittleren Temperaturschwankungen im Tagesverlauf deutlicher ausfallen als im Jahresverlauf.
Die mittlere Durchschnittstemperatur der Region liegt bei 9 °C (siehe Klimadiagramm Batallas), die Monatsdurchschnittswerte schwanken nur unwesentlich zwischen 6 °C im Juli und 10 °C im November und Dezember. Der Jahresniederschlag beträgt etwa 600 mm, die Monatsniederschläge liegen zwischen unter 15 mm in den Monaten Juni bis August und zwischen 100 und 120 mm von Dezember bis Februar.

## Verkehrsnetz
Lacaya liegt in einer Entfernung von 74 Straßenkilometern westlich von La Paz, der Hauptstadt des Departamentos.
Von La Paz aus führt die asphaltierte Nationalstraße Ruta 2 in westlicher Richtung nach El Alto und weitere fünf Kilometer in nordwestlicher Richtung. Dann zweigt die Ruta 1 nach Südwesten ab und führt über Laja nach Tambillo. Von dort erreicht man über eine Seitenstraße in nordwestlicher Richtung nach zwölf Kilometern Catavi und nach weiteren zehn Kilometern Lacaya.

## Bevölkerung
Die Einwohnerzahl der Ortschaft ist im vergangenen Jahrzehnt geringfügig zurückgegangen:
| Jahr | Einwohner         | Quelle       |
| ---- | ----------------- | ------------ |
| 1992 | keine Detaildaten | Volkszählung |
| 2001 | 245               | Volkszählung |
| 2012 | 231               | Volkszählung |
| 2024 |                   | Volkszählung |

Die Region weist einen hohen Anteil an Aymara-Bevölkerung auf, im Municipio Pucarani sprechen 97,2 Prozent der Bevölkerung die Aymara-Sprache.